# Grażyna Kluge
Grażyna Teresa Kluge (ur. 30 lipca 1954 w Braniewie) – polska nauczycielka, urzędniczka samorządowa i państwowa, w latach 2014–2015 wicewojewoda warmińsko-mazurski.

## Życiorys
Ukończyła w 1978 filologię polską na Uniwersytecie Gdańskim, odbyła studia podyplomowe m.in. w zakresie organizacji i zarządzania oświatą. Pracowała jako nauczycielka języka polskiego w elbląskim Zespole Szkół Ekonomicznych. Od 1992 związana z kuratorium oświaty w Elblągu, gdzie była wizytatorem i dyrektorem wydziału. Od 1999 do 2010 pełniła funkcję dyrektora miejskiej delegatury Kuratorium Oświaty w Olsztynie.
W wyborach w 2010 uzyskała mandat radnej Elbląga. Została następnie powołana na stanowisko zastępcy prezydenta tego miasta. Zakończyła urzędowanie w związku z odwołaniem w referendum z 14 kwietnia 2013 prezydenta Grzegorza Nowaczyka. W tym samym roku zatrudniona w urzędzie marszałkowskim.
12 marca 2014 powołana na stanowisko wicewojewody warmińsko-mazurskiego. Została odwołana z tej funkcji 10 grudnia 2015. W 2018 uzyskała mandat radnej sejmiku warmińsko-mazurskiego, w którym objęła funkcję wiceprzewodniczącej. W 2024 ponownie została wybrana na radną Elbląga. 6 maja 2024 została wybrana na przewodniczącą rady miejskiej.

## Odznaczenia
Odznaczona Srebrnym Krzyżem Zasługi (2002).

## Życie prywatne
Mężatka, ma dwójkę dzieci.